# Промис (Орегон)
Промис (англ. Promise) — невключённая территория, расположенная на севере округа Уаллауа штата Орегон, США. Промис расположен примерно в 40 км к югу от Троя и в 13 км к северу от Максвилла на отдалённом хребте к югу от реки Гранд-Ронд.

## История
В 1891 году местность была впервые заселена Джоном Филлипсом и Дэниелом Манном. Манн назвал поселение «Обещанная земля» или «Земля обетованная», поэтому, когда в 1896 году здесь было создано почтовое отделение, его называли «Обещание» (англ. Promise). Томас С. Миллер был первым почтмейстером, почтовый офис работал в Промисе до 1944 года. Ранее в Промисе также была школа.
В Промисе проводится ежегодная встреча жителей, потомков и друзей в Зале грейнджеров.